# Nakshatra
Nakshatra, i den indiska astronomin namn på 1/27 eller 1/28 av ekliptikan, motsvarande en dag av månens omloppstid. Namnet, som verkar betyda "nattbehärskare", betecknar också de stjärnbilder, månhus eller månstationer, där månen tänktes vila i tur och ordning de 28 dagarna av sin omloppstid.
Nakshatra spelar samma roll i den indiska astronomin som djurkretsens (zodiakens) 12 bilder i den grekiska astronomin.
De 27 nakshatra är Ashvinī, Bharanī, Kṛttikā, Rohinī, Mrigashīrsha, Ārdrā, Punarvasu, Pushya, Āshleshā, Maghā, Pūrva Phalgunī, Uttara Phalgunī, Hasta, Chitrā, Svātī, Vishākhā, Anurādhā, Jyeshtha, Mūla, Pūrva Ashādhā, Uttara Ashādhā, Shravana, Dhanistha, Shatabhisha, Pūrva Bhādrapadā, Uttara Bhādrapadā och Revatī.